# Мустафаев, Вагиф Бехбуд оглы
Вагиф Бехбуд оглы Мустафаев (азерб. Vaqif Behbud oğlu Mustafayev) (род. 28 августа 1953, Баку, Азербайджанская ССР, СССР) — советский и азербайджанский кинорежиссёр и сценарист; Народный артист Азербайджана (2005), Лауреат Государственной премии Азербайджанской ССР (1990), член Европейской академии кино и телевидения, вице-президент Евразийской академии телевидения и радио, член Союза кинематографистов Азербайджана.

## Биография
Вагиф Мустафаев родился 28 августа 1953 года в Баку. В 1984 году он окончил Высшие курсы сценаристов и режиссёров в Москве.
Короткометражный художественный фильм «Так надо!» (1982 г.) — Приз «За лучшую режиссёрскую работу» на Всесоюзном кинофестивале молодых кинематографистов в Москве (1984 г.).
Короткометражный фильм «Хаш с музыкой» (1983) — удостоен премии «За лучший сценарий» на Московском конкурсе молодых сценаристов.
На Международном кинофестивале в Габрово фильм «Мерзавец» (1988) — получил приз «Золотая трость Чаплина» (1989). Фильм так же был удостоен главной награды Международного кинофестиваля «Сорренто-Неаполь» — «Золотой медали имени Витторио де Сика». Кроме того, фильм завоевал многочисленные призы и награды на международных кинофестивалях в Японии, Канаде, США и других странах.
Снятый в 1991 году художественный фильм «Вне» завоевал 2 главных приза на кинофестивале «Золотой орел» в городе Тбилиси (Грузия), а также Золотую медаль «Турецко-Исламского культурного центра» в Анкаре (Турция).
В 1998 году короткометражный художественный фильм «Всё к лучшему» на Международном кинофестивале в городе Оберхаузен (Германия) был удостоен четырёх наград фестиваля:
- — Приза Большого Международного жюри «За мир и юмор»;
- — Приза Католических церквей «За мудрость и гуманизм»;
- — Приза Ассоциации католических фильмов;
- — Приза «Дон Кихот» за честь и достоинство.

На Международном кинофестивале «Послание к человеку», проходившему в 1998 году в Санкт-Петербурге, Вагиф Мустафаев получил специальный приз жюри за фильм «Всё к лучшему».
В 2001 году на IV Международном кинофестивале в Стамбуле («International Meeting of Cinema of History», Турция) фильм получил один из главных призов — награду «Best Historical Short Film» (председатель жюри Этторе Скола). Кроме того, фильм «Всё к лучшему» был награждён дипломами и призами на различных Международных кинофестивалях. Фильм хранится в музее кино г. Оберхаузен (Германия).
Национальная Академия кинематографических искусств и наук России удостоила Вагифа Мустафаева «Золотой медали» за выдающийся вклад в кинематографию.
За период с 1999 по 2013 год Вагифом Мустафаевым было создано 12 документальных фильмов посвященных жизни и деятельности Общенационального лидера Азербайджана — Гейдара Алиева.
- «Гейдар Алиев. Генерал» (1999)
- «Гейдар Алиев. Первый» (1999)
- «Гейдар Алиев. Москва. Кремль» (1999)
- «Гейдар Алиев. Лидер» (1999)
- «Гейдар Алиев. Судьба» (2000)
- «Гейдар Алиев. Про настоящую любовь» (2001)
- «Гейдар Алиев. История одной зависти» (2002)
- «Гейдар Алиев. Профессионал» (2004)
- «Гейдар Алиев. Патриот» (2005)
- «Гейдар Алиев. Особое назначение» (2008)
- «Гейдар Алиев. Государство» (2011)
- «Гейдар Алиев. Путь отца» (2013)

Награды, которыми были удостоены фильмы на многочисленных международных кинофестивалях, что происходило впервые, потому что ранее фильмы о руководителях стран никогда не отмечались наградами, говорят о большом интересе к личности Гейдара Алиева во всём мире. Эти киноленты широко известны в Азербайджане, России и в других странах, переведены и дублированы на многие языки мира.
Фильм «Про настоящую любовь» на IV Евразийском Телефоруме (Москва, 2001) был удостоен главного приза в номинации «Телепортрет. Лицо времени» и Специального приза жюри и губернатора Московской области Бориса Громова «За талантливое отображение образа выдающегося политического деятеля».
Следующий фильм «Гейдар Алиев. История одной зависти» был награждён «Гран-При» V Евразийского Телефорума (2002). В этом же году, в Екатеринбурге, на XII международном фестивале документального кино фильм завоевал один из главных призов — Специальный Приз жюри «За яркий убедительный портрет сильных мира сего».
Художественный полнометражный фильм «Национальная бомба» завоевал «Гран-При» на I Международном кинофестивале стран СНГ Латвии, Литвы и Эстонии «Новое кино. XXI век» в Смоленске (2004 г.), и в том же году «Гран-При» на кинофестивале комедийных фильмов «Улыбнись, Россия» в Великом Новгороде.
На XV Международном Варненском кинофестивале (Болгария, 2007) «Национальная бомба» была удостоена академического приза Софийского Университета им. Святого Климента Охридского — «Горькая Чаша».
В 2006 году Вагиф Мустафаев получил «Гран-При» Евразийского телефорума за 8-серийный художественный фильм «Проверка».
С того же, 2006 года Вагиф Мустафаев возглавил Независимую Телерадиокомпанию «SPACE» TV.
В 2007 году В. Мустафаев стал председателем жюри X юбилейного Евразийского Телефорума проводимого Евразийской Академией Телевидения и радио, где и был награждён престижной премией «Международный Олимп».
За высокие достижения в области телевидения Президент Телекомпании «Space» — Вагиф Мустафаев был удостоен Национальной Независимой премии «Гызыл Бута».
Так же, в 2007 году Вагифу Мустафаеву был присужден почетный знак Росзарубежцентра МИД РФ «За вклад в дело дружбы».
В начале 2008 года журнал «Консалтинг и бизнес» вручил В. Мустафаеву премию «Угур-2008» («Успех-2008») и назвал его «Персоной года в области телевидения».
На XI Евразийском Телефоруме в Москве фильм Вагифа Мустафаева «Особое назначение», посвящённый вкладу Гейдара Алиева в строительство БАМ-а завоевал Гран-При. Так же, на XI Евразийском Телефоруме Вагиф Мустафаев был удостоен ордена Международного Союза Журналистов.8 ноября 2008 года в рамках XI Евразийского Телефорума в Доме Кино Союза Кинематографистов России Вагиф Мустафаев провел мастер-класс на тему «Смех сближает народы» для деятелей кино и телевидения более чем 20 стран.
В течение 2009 года были сняты и продемонстрированы несколько крупных проектов Вагифа Мустафаева.
6-серийный документальный фильм «История нашей безопасности» (2009) — это первое объемное и откровенное повествование об истории органов безопасности в Азербайджане, охватывающее период с 1918 года по сей день.
Документальный фильм «Стратегия успеха» (2009) посвящён созданию Гейдаром Алиевым Нефтяного Фонда Азербайджана.
Следующее значимое произведение режиссёра Вагифа Мустафаева — документальный фильм «Аллах Шукюр»(2009), посвящённый жизни и деятельности выдающегося общественного и религиозного деятеля, двенадцатого шейх-уль-ислама, председателем Управления Мусульман Кавказа Гаджи Аллахшукюра Гуммет оглы Пашазаде.
Вагиф Мустафаев был избран уже второй раз председателем авторитетного международного жюри в проводимом с 26 по 30 ноября 2009 года в Москве XII Евразийском Телефоруме, являющимся международным комплексным проектом, крупнейшей встречей профессионалов медиасообщества и национальных элит стран СНГ и дальнего зарубежья (ежегодно проходит с 1998 года).
С 16 по 20 декабря 2009 г. в Волоколамске (Московская область) прошёл VI Международный фестиваль военно-патриотического фильма «Волоколасмский рубеж», посвящённый 65-летию победы в Великой Отечественной войне, жюри которого возглавил В. Мустафаев.
В 2010 году Вагиф Мустафаев снял 4-серийный документальный фильм «История нефти в Азербайджане».
В 2011 году знаменитый режиссёр, Народный артист Азербайджанской Республики, Лауреат Государственной премии Азербайджана, вице-президента Евразийской Академии Телевидения Вагиф Мустафаев снял 11-й фильм об Общенациональном лидере Азербайджана Гейдаре Алиеве — «Гейдар Алиев. Государство». Придя к руководству республикой, которую прославил в 1970-е годы, Гейдар Алиев построил мощное независимое государство. Фильм рассказывает о том, с какими неимоверными трудностями и препятствиями пришлось столкнуться национальному лидеру и как героически он их преодолевал.
На проходившем в ноябре 2011 года в Москве XIII Евразийском Телефоруме Вагиф Мустафаев был награждён призом и дипломом за «Выдающийся вклад в развитии в кино и телевидения».
2013 год ознаменован окончанием работы над заключительным 12-м фильмом из цикла посвящённого жизни и деятельности Общенационального лидера Азербайджана — «Гейдар Алиев. Путь отца» (2013 г.). Фильм затрагивает самые сложные страницы в новейшей истории Азербайджана. Президент Азербайджана Ильхам Алиев, являясь непосредственным участником этих событий, рассказывает о становлении независимого государства под руководством его отца — выдающегося политического деятеля Гейдара Алиева.
В апреле 2013 года Вагиф Мустафаев был удостоен Премии «За вклад в киноискусство мира» (Белград, Сербия), которую в своё время получили такие легенды кино, как Тео Ангелопулос, Кен Рассел, Бернардо Бертолуччи и Никита Михалков. Так же В.Мустафаев провел мастер-класс в Академии Искусств Сербии, где был избран почётным профессором Академии.
Кроме того, в августе 2013 года Вагиф Мустафаев был удостоен Золотого ордена Международной конфедерации журналистских союзов Европейской академии Телевидения и Радио и Ассоциации СМИ Украины.
В 2021 году после длинного перерыва вернулся на съёмочную площадку и снял фильм "Жизнь как будто хороша" про Вторую Нагорно-Карабахскую войну. 5 ноября 2022 года на фестивали фильмов тюркского мира "Коркут Ата" состоялась мировая премьера фильма и Вагиф Мустафаев был удостоен награды "За Лучшую Режиссуру".
22 октября 2023 году на "VIII Фестивале Документальных Фильмов Тюркского Мира" его фильм "Фикрет Амиров" был удостоен главного приза.
Вагиф Мустафаев сотрудничал со многими российскими деятелями культуры. Среди них актёры: Ролан Быков, Елена Санаева, Лев Борисов, Всеволод Шиловский, Вячеслав Шалевич, Леонид Куравлёв, Ирина Купченко, Юрий Назаров, Семён Фарада, Александр Кайдановский, Александр Белявский, Андрей Мартынов, Расми Джабраилов, Алексей Ванин, Лариса Бородина, Валерий Гаркалин; а также операторы, композиторы и художники: Валерий Гинзбург, Александр Ильховский, Валентин Пиганов, Евгений Дога, Гия Канчели, Вячеслав Виданов и многие другие.

## Награды и звания
- Орден «Честь» (1 августа 2018 года) — за заслуги в развитии азербайджанской кинематографии[1].
- Орден «Слава» (27 августа 2003 года) — за заслуги в развитии азербайджанского киноискусства[2].
- Орден «Труд» II степени (28 августа 2023 года) — за многолетнюю плодотворную деятельность в развитии азербайджанской культуры[3].
- Орден Дружбы (7 мая 2015 года, Россия) — за большой вклад в укрепление дружбы и сотрудничества с Российской Федерацией, развитие торгово-экономических и культурных связей[4].
- Орден Чести (2004 год, Грузия) — за вклад, внесённый в углубление дружеских взаимоотношений и развитие культурного сотрудничества между Грузией и Азербайджаном, значительную поддержку, оказанную работникам грузинского искусства[5].
- Орден Сербского флага III степени (2 сентября 2013 года, Сербия) — за заслуги в развитии дружественных отношений между Азербайджаном и Сербией[6][7][8][9].
- Народный артист Азербайджана (1 августа 2005 года) — за заслуги в развитии азербайджанского кинематографа[10].
- Заслуженный деятель искусств Азербайджана (18 декабря 2000 года) — за заслуги в развитии азербайджанского киноискусства[11].
- Государственная премия Азербайджанской ССР (28 мая 1990 года) — за художественный фильм «Мерзавец» производства киностудии «Азербайджанфильм» имени Д. Джаббарлы[12].
- Почётный диплом Президента Азербайджанской Республики (28 августа 2013 года) — за заслуги в создании цикла документальных фильмов в Азербайджане[13].
- Персональная пенсия Президента Азербайджанской Республики (6 мая 2023 года) — за заслуги в развитии азербайджанской культуры[14].
- Национальная кинопремия Союза кинематографистов Азербайджанской Республики (2017 год).
- Премия «Международный олимп» (2007 год).
- Национальная Независимая премия «Гызыл Бута» — за высокие достижения в области телевидения.
- Награда Академии искусств Сербии (2013 год)[8].
- Орден Почёта (2008 год, Международный союз журналистов)[15].
- Международный золотой орден «Согласия» (2017 год, Ассоциация работников СМИ Украины) — за выдающийся вклад в повышение роли СМИ в развитии международного сотрудничества[16].
- Почётная грамота Телерадиовещательной компании провинции Хэйлунцзян Китая (2017 год) — за большой вклад в развитие дружбы и культурного сотрудничества между Азербайджанской Республикой и Китайской Народной Республикой[16].
- Медаль «Ветеранская солидарность» Организации ветеранов республики (2017 год)[17].
- Золотая медаль Национальная Академия кинематографических искусств и наук России — за выдающийся вклад в кинематографию.
- Почётный знак Росзарубежцентра МИД РФ «За вклад в дело дружбы» (2007 год).
- Премия «Угур-2008» («Успех-2008») и звание «Персона года в области телевидения» (2008 год, журнал «Консалтинг и бизнес»).

## Фильмография
Режиссёр и автор сценария
- 1982 — «Так надо!» (короткометражный художественный)
- 1983 — «Хаш с музыкой» (короткометражный художественный)
- 1985 — «Украли жениха»(художественный)
- 1988 — «Мерзавец» (художественный)
- 1991 — «Вне» (художественный)
- 1991 — «Голый»[азерб.] (художественный)
- 1995 — «Француз» (художественный)
- 1997 — «Всё к лучшему» (художественный)
- 1998 — «Баку-Баку» (телевизионный документальный)
- 1999 — «Между небом и землей»[азерб.] (художественный)
- 1999 — «Гейдар Алиев. Генерал» (документальный)
- 1999 — «Гейдар Алиев. Первый» (документальный)
- 1999 — «Гейдар Алиев. Москва. Кремль» (документальный)
- 1999 — «Гейдар Алиев. Лидер» (документальный)
- 2000 — «Гейдар Алиев. Судьба» (документальный)
- 2001 — «Гейдар Алиев. Про настоящую любовь» (документальный)
- 2002 — «Гейдар Алиев. История одной зависти» (документальный)
- 2003— «Чёрная метка» 2-серийный (художественный)
- 2004 — «Гейдар Алиев. Профессионал» (документальный)
- 2004 — «Граница» (телевизионный документальный)
- 2004 — «Национальная бомба» (художественный)
- 2005 — «Гейдар Алиев. Патриот» (документальный)
- 2006 — «Преданность» 5-серийный (телевизионный документальный)
- 2006 — «Проверка» 8-серийный (художественный телевизионный)
- 2007 — «Подземное чудо» (телевизионный документальный)
- 2008 — «Гейдар Алиев. Особое назначение» (док.)
- 2009 — «История нашей безопасности» 6 сер. (телевизионный док.)
- 2009 — «Стратегия успеха» (телевизионный док.)
- 2009 — «Аллах шукюр» (телевизионный док.)
- 2010 — «Нефтяная история Азербайджана» 4 сер. (телевизионный док.)
- 2011 — «Диверсия» (телевизионный док.)
- 2011 — «Гейдар Алиев. Государство» 3 части (телевизионный док.)
- 2013 — «Гейдар Алиев. Путь отца» (документальный)
- 2013 — «Разоблачение» (телевизионный док.)
- 2017 — «Иду спасать людей» (художественный) (не был завершён)
- 2017 — «Снимаю своё горе» (документальный)
- 2022 — «Жизнь как будто хороша» (художественный)
- 2022 — «Фикрет Амиров» (документальный)

Режиссёр выпусков киножурнала «Мозалан»
Вагиф Мустафаев является режиссёром более чем 30 сюжетов сатирического киножурнала «Мозалан».
- 1980 — «Мешади Ибад-80, или старые знакомые» (Выпуск № 54)
- 1980 — «Вопрос № 777» (Выпуск № 55)
- 1980 — «Утюг и красота» (Выпуск № 56)
- 1980 — «Вес слова» (Выпуск № 57)
- 1980 — «Ремесло отца» (Выпуск № 60)
- 1981 — «Очень много...» (Выпуск № 63)
- 1981 — «Единственный способ» (Выпуск № 66)
- 1982 — «Бумеранг» (Выпуск № 69)
- 1982 — «Молитва» (Выпуск № 70)
- 1982 — «Открытие замка» (Выпуск № 71)
- 1982 — «Неблагодарность» (Выпуск № 72)
- 1985 — «Внук внука моего внука» (Выпуск № 97)
- 1985 — «Ломать-не строить» (Выпуск № 97)
- 1985 — «Извините» (Выпуск № 99)
- 1986 — «Овчинка дороже выделки» (Выпуск № 102)
- 1986 — «Беспредел» (Выпуск № 103)
- 1986 — «Новинка» (Выпуск № 105)
- 1986 — «Детский мир» (Выпуск № 105)
- 1986 — «Федаины» (Выпуск № 106)
- 1986 — «Пролог» (Выпуск № 107)
- 1986 — «Мастика» (Выпуск № 108)
- 1988 — «И так бывает» (Выпуск № 127)
- 1989 — «Новый метод работы» (Выпуск № 135)
- 1991 — «Отпуск» (Выпуск № 156)
- 1992 — «Коммерция» (Выпуск № 163)

Автор Сценария
- 1990 — «Япон» и японец»
- 1992 — «Бизнес»
- 1993 — «Крик»
- 1997 — «По кличке Ика»

Художественный руководитель
- 1996 — «Карабахский конфликт»[азерб.]
- 2013 — «Не бойся, когда ты один...»[азерб.]

Актёр
- 1975 — «Если мы вместе»
- 1975 — «Звук свирели»
- 1981 — «Аккорды долгой жизни»
- 2001 — «Как Яшар Нури»[азерб.] (участие в фильме)